# Radio Eslovaquia Internacional
Rádio Slovakia International es una emisora de radio eslovaca, perteneciente a STVR y que va dirigida a los eslovacos en el extranjero en todo el mundo. Además, emite en 6 idiomas: inglés, español, eslovaco, alemán, ruso y francés.

## Historia
La emisora inició emisiones el 4 de enero de 1993, emitiendo sólo en eslovaco hasta el 23 de marzo de 1993, cuando se añadieron las emisiones extranjeras en inglés, ruso, alemán y francés. El español se añadió en 2003. 
En 2006, debido a la falta de financiación, las transmisiones de onda corta cesaron y las transmisiones solo se realizaron por Internet y satélite. El 29 de octubre de 2006 se reanudó la transmisión en onda corta, pero el 1 de enero de 2011 se canceló nuevamente. 
La radio también está incluida en el 3er multiplex DVB-T (público) y desde 2016 emite también en el multiplex de radio digital.

## Programación
Su programación diaria de 30 minutos contienen noticias de Eslovaquia, artículos sobre la economía, ciencia, cultura, geografía, medio ambiente y los deportes del país, así como ejemplos de las artes orales, escritas y musicales, y retratos de personalidades importantes.

## Emisión
La emisora emite a nivel internacional a través de su página web, en DAB+ y cuenta con 3 frecuencias en Eslovaquia en el que la emisora emite desde las 18:00 hasta las 6:00 horas, y que a su vez son frecuencias pertenecientes a Rádio Patria:
- Bratislava: 98.9 FM.
- Dunajská Streda: 91.4 FM.
- Senec: 102.4 FM